# جاد إسحاق
جاد إلياس إسحاق (1 أغسطس 1947 في بيت ساحور - ) هو مدير عام معهد الأبحاث التطبيقية - القدس منذ عام 1991.
تلقى تعليمه في جامعة القاهرة، مصر وحصل منها على شهادة البكالوريوس في تكنولوجيا الأغذية في عام 1958، وحصل من جامعة روتجرز، نيوجيرسي على شهادة الماجستير في عام 1974 في علوم الأغذية، ولاحقًا في عام 1979 حصل على شهادة الدكتوراه في علم الأحياء من جامعة إيست أنجليا، المملكة المتحدة.
كان سابقًا عميدًا لكلية العلوم في جامعة بيت لحم.